# Consonne fricative latérale rétroflexe sourde

Symboles des fricatives latérales (parmi lesquels le second est la rétroflexe sourde et a été inclus dans Unicode 6.0).

La consonne fricative latérale rétroflexe sourde est un son consonantique assez rare. Le symbole utilisé, officiellement dans les extensions de l'alphabet phonétique international, est [ꞎ],. Son symbole est, comme toutes les consonnes rétroflexes, formé du symbole de la dentale correspondante auquel on a ajouté un hameçon rétroflexe.

## Caractéristiques
Voici les caractéristiques de la consonne fricative latérale rétroflexe voisée :
- son mode d'articulation est fricatif, ce qui signifie qu’elle est produite en contractant l'air à travers une voie étroite au point d’articulation, causant de la turbulence ;
- son point d’articulation est rétroflexe, ce qui signifie qu'elle est articulée avec la pointe de la langue retournée contre le palais ;
- sa phonation est sourde, ce qui signifie qu'elle est produite sans la vibration des cordes vocales ;
- c'est une consonne orale, ce qui signifie que l'air ne s’échappe que par la bouche ;
- c'est une consonne latérale, ce qui signifie qu’elle est produite en laissant l'air passer sur les deux côtés de la langue, plutôt que dans le milieu ;
- son mécanisme de courant d'air est égressif pulmonaire, ce qui signifie qu'elle est articulée en poussant l'air par les poumons et à travers le chenal vocatoire, plutôt que par la glotte ou la bouche.

## En français
Le français ne possède pas le [ꞎ].

## Dans les autres langues
On le trouve en toda.

## Sources
- Lorna A. Priest, Proposal to Encode Additional Latin and Cyrillic Characters, 23 avril 2008 (lire en ligne)